# 蓬奇县

蓬奇县

蓬奇县(旁遮普语:ضلع پونچھ)，是巴基斯坦自由查谟和克什米尔地区所辖的一个县，位于该省中部。总面积855 km2 (330.1 sq mi)，总人口459,000(1998)，人口密度548/km2 (1,419.3/sq mi)。县治位于拉沃拉科特。